# Riccardo Canovaro
Riccardo Canovaro detto Ricky (Dolo, 4 marzo 1974) è un ex pallanuotista italiano, di ruolo portiere.
Ha vinto due scudetti (1991 e 1992)  tre Coppe Italia (1990, 1991, 1993)  ed ha disputato una finale di Coppa dei Campioni con la Rari Nantes Savona. Attualmente fa il velista ed è stato campione italiano 2018 vela d'altura classe 1C con lo Swan 42 Digital Bravo, campione del mondo 2018 Farr 40 conseguito a Chicago il 9 ottobre 2018 con la barca tedesca Struntje Light. Vice campione del mondo 2019 ORC classe B con lo Swan 42 Digital Bravo conseguito a Sebenico (Croazia) l'8 giugno 2019.Dal 2020 partecipa a regate internazionali a bordo dello Swan50 Giuliana (Club Nautico Marina di Carrara).

## Palmarès
- Campionato italiano: 2
R.N. Savona: 1991, 1992
- Coppe Italia: 3
R.N. Savona: 1990, 1991, 1993

## Collegemanti esterni
- Benemerenze sportive - Riccardo Canovaro, su coni.it, Comitato olimpico nazionale italiano.